# XIII Korpus Lotniczy Luftwaffe
XIII Korpus Lotniczy Luftwaffe (niem. XIII. Fliegerkorps) – jedna z jednostek lotniczych Luftwaffe. 
Utworzona w październiku 1943 roku w Bornem Sulinowie z Dywizji Luftwaffe Meindl. Został użyty do celów szkoleniowych na terenie Francji, brał udział w tworzeniu dywizji polowych Luftwaffe. W styczniu 1944 roku przekształcony w II Korpus Spadochronowy. Dowodził nim generał Eugen Meindl, składał się z różnych oddziałów będących w gotowości bojowej. 